# Maximilian Friedrich Scheibler

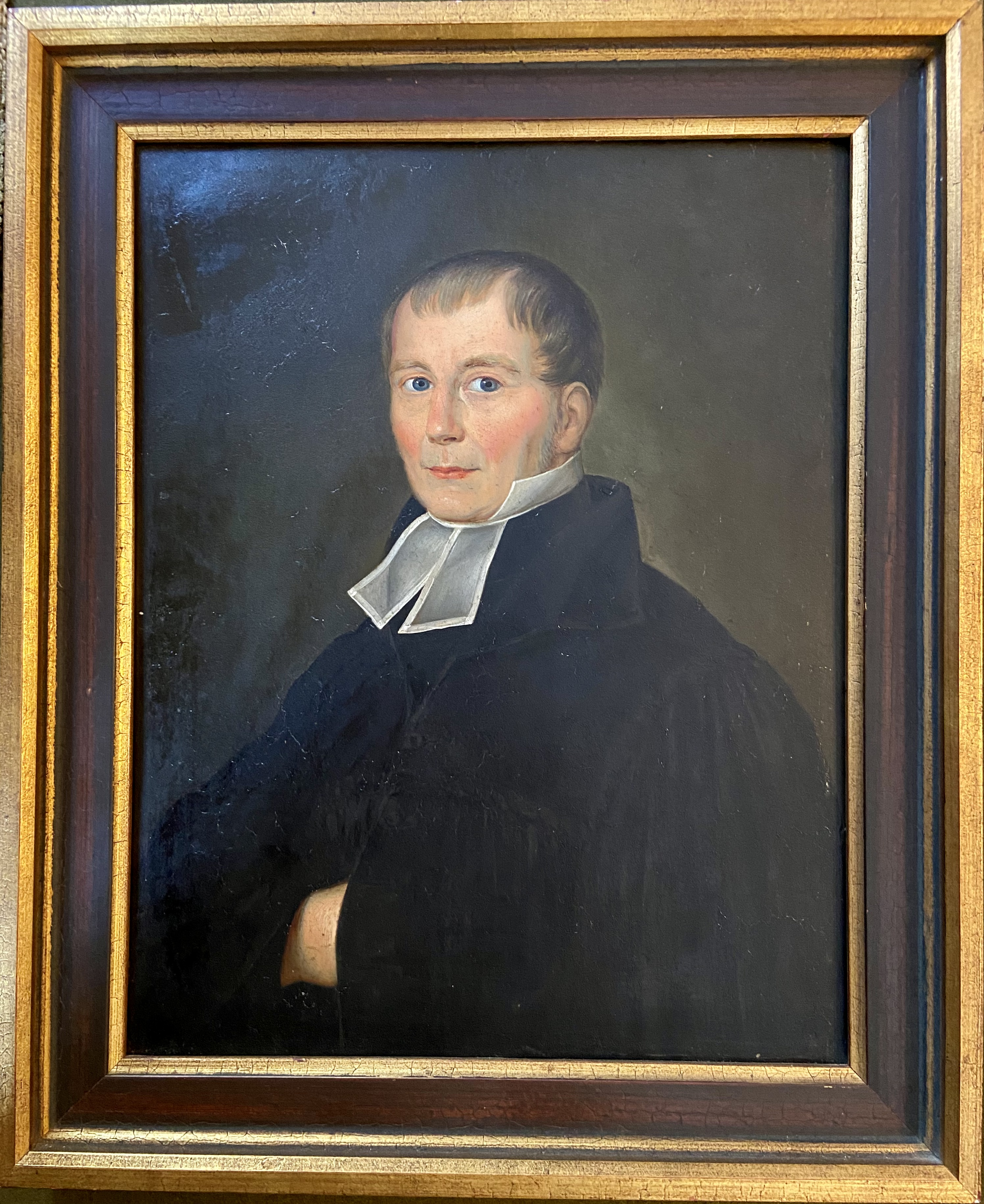
Maximilian Friedrich Scheibler

Maximilian Friedrich Scheibler (* 15. September 1759 in Bergisch Neukirchen; † 20. März 1840 in Monschau) war ein deutscher evangelisch-lutherischer Geistlicher.

## Leben

### Familie
Maximilian Friedrich Scheibler war ein Nachfahre des evangelischen Theologen, Philosophen, klassischen Philologen und Physikers Christoph Scheibler (1589–1653), Professor in Gießen und später Superintendent in Dortmund, sowie seines Sohnes Johannes Scheibler (1628–1689), Pfarrer in Lennep, Generalsuperintendent der lutherischen Kirche im Herzogtum Jülich-Berg.
Maximilian Friedrich Scheibler wurde als Sohn des Peter Christoph Scheibler (* 3. März 1707 in Burscheid; † 14. Dezember 1773 in Bergisch Neukirchen), evangelisch-lutherischer Prediger und Assessor des unterbergischen Ministeriums, und dessen Ehefrau Gertrud Elisabeth (* 5. Dezember 1719 in Dortmund; † 19. Oktober 1781 in Stolberg), geb. von Lünen, geboren.
Sein Bruder war Johann Heinrich Scheibler (* 12. März 1765; † unbekannt), Kaufmann in Elberfeld.
Aus der ersten Ehe seines Vaters hatte er noch ältere Halbgeschwister:
- Anna Maria Elbers (geb. Scheibler) (* 23. Oktober 1737; † 16. Februar 1792)
- Christina Susanna Fleuss (geb. Scheibler) (* 17. Juni 1741; † unbekannt)
- Peter Christoph Scheibler (* 6. April 1744; † 31. Oktober 1814), Pfarrer in Bergisch Neukirchen

Am 24. August 1789 heiratete er Susanna Judith (* 5. März 1770 in Monschau; † 17. September 1818 in Monschau), geb. Seitter. Gemeinsam hatten sie 10 Kinder:
- Johann Friedrich Scheibler (* 8. Mai 1790 in Monschau; † 17. August 1871 in Wien), Kartätschen-Fabrikant.;
- Wilhelm Gottlieb Scheibler (* 13. Mai 1791 in Monschau; † unbekannt);
- Ernestine Sophie Scheibler (* 25. Dezember 1792 in Monschau; † unbekannt);
- Gustav Adolf Scheibler (* 1. Oktober 1794 in Rellinghausen; † 12. September 1800 in Monschau);
- Karl Ferdinand Scheibler (* 7. November 1796; † 29. September 1797 in Monschau);
- Karl Eduard Scheibler (* 3. August 1798; † 2. August 1799 in Monschau);
- Emilie Scheibler (* 14. November 1800; † 13. Dezember 1800 in Monschau);
- Eleonore Karoline Scheibler (* 1. Februar 1803 in Monschau; † 19. Juli 1881 in Düsseldorf);
- Karl Gustav Scheibler (* 14. März 1806 in Monschau; † 14. Mai 1842 in Brünn), Handelsagent;
- Ernst Albert Scheibler (* 22. Mai 1808 in Monschau; † 23. März 1850 in Brünn), Kunst- und Schönfärber.

### Werdegang
Maximilian Friedrich Scheibler erhielt anfangs Unterricht in der Dorfschule, bis 1767 sein Halbbruder Peter Christoph Scheibler Adjunkt und Nachfolger seines Vaters wurde und den weiteren Unterricht in Latein und Griechisch durchführte. 1774 besuchte er das Archigymnasium Dortmund und begann nach dessen Beendigung 1778 ein Theologie-Studium an der Universität Göttingen. Er hörte Vorlesungen bei Christian Wilhelm Franz Walch, Gottfried Less, Johann Benjamin Koppe, Johann Georg Heinrich Feder, Johann David Michaelis, August Ludwig von Schlözer, Johann Friedrich Blumenbach und Johann Beckmann.
1780 verließ er die Georg-August-Universität und verbrachte seine Kandidatenjahre teils bei seinem Halbbruder in Bergisch Neukirchen, teils in Stolberg und teils beim Pastor Dietrich David Bunge in Remscheid.
Am 3. September 1786 hatte er seinen Amtsantritt als Prediger in Düren. Er wurde 1788 nach Imgenbroich berufen und predigte in der Kirche in Menzerath, da die Gemeinden Imgenbroich und Monschau diese ebenfalls nutzten. 1789 verfügte Monschau über eine eigene Kirche und Maximilian Friedrich Scheibler trat am 16. August 1789 sein Amt als Prediger in Monschau an. In den Folgejahren unternahm er mehrere Kollektenreisen, so dass finanzielle Mittel für die Anschaffung einer kleinen Orgel in der Evangelischen Stadtkirche Monschau bereit standen.
Monschau gehörte zum Herzogtum Jülich. 1794 wurde das gesamte Linke Rheinufer während des Ersten Koalitionskrieges von den Franzosen besetzt und gehörte somit bis 1814 zu Frankreich. Dies führte dazu, dass Maximilian Friedrich Scheibler emigrierte, aber bereits nach neun Monaten 1795 zur Gemeinde zurückkehrte und anschließend das Amt des Pfarrers ausübte. Aufgrund seines Gesundheitszustandes bekam er nach seinem fünfzigjährigen Dienstjubiläum einen Gehilfen, den Kandidaten Brand, der 1839 durch die Gemeinde zu seinem Nachfolge gewählt wurde.

## Auszeichnungen
- Roter Adlerorden 3. Klasse, der anlässlich seines fünfzigjährigem Amtsjubiläums am 3. September 1836 um die Schleife erweitert wurde.

## Schriften (Auswahl)
- Die Vermählungsfeier des Herrn Heinrich Jakob Trostorff mit Demoiselle Regine Henriette Seittler den Vermählten geweiht. Köln Heberle und Mennig 1800, [ca. 1800?]
- Rede nach gänzlicher Vollendung der Kirche und bei der Einweihung einer neuen Kirche in Montjoie. Köln, 1810.
- Reden zum Gedächtniss des Herrn Ch. Z. Simon, Arztes zu Montjoie. Aachen, 1811.
- Ueber das nöthige Zusammenwirken der Lehrer in ihren Gemeinden: eine Synodalpredigt. Köln a. Rh., 1811.
- Predigt am 9. Juni 1811 dem Tauffeste Sr. Maj. des Königs von Rom gehalten. Köln, 1811.
- Gedächtnissreden am Begräbnisstage der Frau Theresia Elisabeth Scheibler gebornen Böcking, am 12. Febr. 1812 gehalten von Maximilian Friedrich Scheibler. Auchen: Gedruckt bei J. Müller
- Predigt am Kirchweihfeste und bei seinem funf und 25th zwanzigjährigen Amtsjubiläo am Zehnten Sonntag nach Trinitatis. Sulzbach: J. E. Seidel 1814
- Ein Wort für Schullehrer. Sulzbach: J. E. Seidel 1814
- Rede zum Andenken der Leipziger Hermannsschlacht am 23ten October 1814 in Gegenwart des zweiten Füsilierbataillons des zweiten Westpreussischen Infanterieregiments gehalten. Leipzig 1814
- Geistliche Waffenrüstung eines christlichen Soldaten, oder Sammlung von Betrachtungen, Gebeten, Sprüchen und Liedern für die mancherlei Lagen und Umstände, in die ein Soldat kommen kann. Sulzbach: J. E. Seidel 1814
- Einige Worte der Belehrung und des Trostes für Eltern, denen die Irreligiosität ihrer Kinder Kummer verursacht, in Briefen an einen Freund. Sulzbach: Seidel, 1814.
- Wie dringend uns alles zur Theilnehmung an der gerechten und grossen Sache auffordert, für welche nun bald wieder das Ganze Europa kämpfen wird. Frankfurt a. M., 1815.
- Todtenfeier zum Gedächtniss der in den beiden Feldzügen 1813–1815 gefallenen Retter des Vaterlandes; in der Evang. Luth. Kirche zu Montjoie am 4. Juli 1816. begangen. Frankfurt a. M., 1815.
- Predigt am 2. Pfingsttage, den 15. Mai 1815, als dem Könige von Preussen Friedrich Wilhelm III. die Bewohner der vereinigten Rheinländer die öffentliche und feierliche Huldigung leisteten. Frankfurt am Main Eichenberg 1815
- Vaterländische Predigt am ersten Tag des für Deutschlands Glück entscheidenden Jahrs 1815 : Angehängt sind zwei militär. Casualreden. Sulzbach: J. E: Seidel 1815
- Wie wir den bei der Eröffnung des neuen heiligen Kampfs uns geschenkten Errettungssieg als wahre Christen und aufrichtige Freunde des Vaterlandes feiern sollen eine Predigt am Freuden- und Dankfeste wegen des am 18. Jun. 1815 in den Gegenden von Charleroi und Fleurus von dem Preussischen und mit ihm vereinigten Bundesheer erfochtenen grossen Sieges, am folgenden Sonntage, den 25. Jun. gehalten. Nebst einer Vorrede. Aachen 1815
- Wie dringend uns alles zur Theilnehmung an der gerechten und grossen Sache auffordert, für welche nun bald wieder das ganze Europa kämpfen wird. Ein Patriotischer Aufruf an meine Deutschen Mitbürger am linken Rheinufer in einer am 1. Sonntag nach Ostern 1815 gehaltenen Rede (vorgetragen und zur Beförderung des allgemeinen Besten herausgegeben). Frankfurt am Main, 1815.
- Letzte politische, aber nicht schmeichlerische Predigten unter der Regierung des Napoleon Buonaparte. Sulzbach: J. E. Seidel 1815
- Was soll uns das Fest des wieder hergestellten Friedens seyn, wenn wir es als das Ende 26jähriger Erschütterungen und Kriege betrachten?: eine Predigt an dem in den preussischen Staaten auf den 18ten Januar 1816 verordneten Friedensfeste gehalten. 1816
- Ermahnungs- und Trostschreiben an die in den Gränzfestungen Frankreichs zurückgebliebenen Deutschen Besatzungen. 1816
- Oeffentliche Betstunden während des Kriegs: Nebst einigen um eben diese Zeit gehaltenen Gelegenheitspredigten. Sulzbach: J.E. Seidel, 1816
- Dass eines lebhaftes Andenken an der Befreiung des deutschen Vaterlandes das unter uns aufkeimliche Böse ersticken müsse. Gotha, 1816.
- Dass wir Luthers Geist und Sinn haben müssen, wenn es durch uns besser in der Welt werden soll: eine Rede am Schluss des Jubelfestes der Kirchenverbesserung den 1. November 1817 gehalten. Gotha, 1817.
- Herzliche Wünsche für die evangelische Kirche des XIX. Jhdts. eine Predigt bei der dritten Jubelfeier der Reformation, am 31. Oct. 1817, gehalten. Frankfurt am Main: Philipp Wilhelm Eichenberg 1817
- Eine Predigt bei der dritten Jubelfeier der Reformation. Frankfurt am Main: bei Philipp Wilhelm Eichenberg, 1817.
- Kurze und unpartheiische Prüfung der vornehmsten bekanntesten Einwürfe gegen die Vereinigung der beiden protestantischen Kirchen überhaupt, und das Brodbrechen beim heiligen Abendmahl insbesondere : zur Belehrung für alle, die prüfen wollen. Frankfurt am Main: P.W. Eichenberg, 1819.
- Die Verbreitung der Bibel, eine Weltbegebenheit. Elberfeld, 1819
- Wie und warum jeder evangelische Christ das Beste seiner Kirche befördern soll: eine Predigt. Hamm: Schulz u. Wundermann, 1822.
- Ueber drei nöthige Eigenschaften eines würdigen Schullehrers. Frankfurt a. M. circa 1823
- Franz Volkmar Reinhard; Maximilian Friedrich Scheibler: Aus dem Leben Franz Volkmar Reinhards in einigen Briefen von demselben an den Herausgeber Max. Friedr. Scheibler. Leipzig, 1823.
- Neuer Versuch zur Bekämpfung der Proselytenmacherei. Darmstadt 1823
- Preußens Wünsche bei der zu Berlin am 29. November 1823 gefeierten Vermählung Sr. Königl. Hoheit des Kronprinzen Friedrich Wilhelm von Preußen mit Ihrer Königl. Hoheit der Prinzessin Elisabeth Ludovike von Baiern. Frankfurt am Main: Eichenberg, 1824.
- Sammlung einiger gelegenheitspredigten zur Erinnerung an eine merkwürdige Vergangenheit und zur Belebung eines religiösen und patriotischen Sinnes für eine bedenkliche Gegenwart. Leipzig: Hartmann 1824
- Die Kirchl. Gedächtniszfeier der Siegestage von Leipzig u. Belle-Alliance. Grimma, 1827.
- Seiner Majestät dem Könige von Preussen und dem gesammten erlauchten Königlichen Hause am Gedächtnisstage der Krönung, den 18. Januar 1831. 1831
- Wie wir das heutige Gedächtnißfest der Verstorbenen mit Rücksicht auf die jetzt herrschende Seuche feiern müssen. Frankfurt a. M., 1831.
- Johann Esaias Arnold Stiegler; Maximilian Friedrich Scheibler: Selbstmord aus Mysticismus. Aachen Rossel 1832
- Herbstblumen oder noch spät verfertigte Gedichte vermischten Inhalts: Erste u. letzte Versuche. Aachen: Rossel in Comm., 1832.
- Der Fürsprecher der Armen Nebst einer kleinen Zugabe von Denksprüchen meist aus den alten klassischen Autoren; eine Nothhülfe für d. Winter 1834. Aachen Verf. 1833
- Bitte an auswärtige Menschenfreunde. Aachen 1835
- Johann Esaias Arnold Stiegler; Maximilian Friedrich Scheibler: Tafellied zu der fünfzigjährigen Jubelfeyer des evangelischen Pfarrers und Ritters des rothen Adlerordens III. Klasse - Maximilian Friedrich Scheibler in Montjoie, am 3. September 1836. Aachen Urlichs um 1836
- Predigt am fünfzigjährigen Amtsjubiläo den 3. September 1836 gehalten und zum Besten einer wohlthätigen Anstalt herausgegeben. Montjoie Frantz Aachen Urlichs 1836
- Ernst und Scherz Dem nachsichtsvollen Leser dargeboten; zur Aufrechthaltung einer neu errichteten wohlthätigen Anstalt; nebst einem Anhange von dem Zweck dieser Anstalt. Aachen P. Roschütz & C. 1836
- Daß wir Luthers Geist und Sinn haben müssen, wenn es durch uns besser in der Welt werden soll. Gotha